# Gottesgraben (Limmat)
Gottesgraben nennt sich eine ursprünglich kanalisierte Umleitung des Dorfbaches der Gemeinde Wettingen im Schweizer Kanton Aargau, die im 16. Jahrhundert von den Mönchen des Klosters Wettingen gegraben wurde. Ursprünglich mündete der Dorfbach beim Landvogteischloss Baden in die Limmat, nach der Umleitung rund 300 Meter unterhalb des Klosters. Die Umleitung diente zur Bewässerung der Felder.
In den nachfolgenden Jahrhunderten waren die Zuständigkeiten für den Unterhalt des Baches zwischen der Gemeinde und dem Kloster aufgeteilt; letzteres hatte den Gottesgraben instand zu halten, während der Rest des Dorfbaches in der Verantwortung der Gemeinde lag. In den Jahren 1994 und 1995 wurden Teile des Gottesgrabens renaturiert.